# راميش رامدان
راميش رامدان (بالإنجليزية: Ramesh Ramdhan)‏ (مواليد 25 يوليو 1960) حكم كرة قدم ترينيدادي . أشهر مبارياته إدارته مباراة واحدة كحكم خامس في بطولة كأس العالم لكرة القدم 1998 في فرنسا بين كرواتيا و اليابان في الدور الأول .

## روابط خارجية
- راميش رامدان على موقع Soccerway.com (الإنجليزية)